# Saint-Antoine-sur-l'Isle
 Saint-Antoine-sur-l'Isle  là một xã của tỉnh Gironde, thuộc vùng Nouvelle-Aquitaine, tây nam nước Pháp.